# 藍首錦魚
藍首錦魚，為輻鰭魚綱鱸形目隆頭魚亞目隆頭魚科的其中一種，分布於東太平洋區，從加利福尼亞灣至巴拿馬、加拉巴哥群島海域，棲息深度0-64公尺，體長可達15公分，棲息在礁石區海域，成小群活動，生活習性不明，可作為觀賞魚。